# Catedral de San Pedro Claver (Bangassou)
La Catedral de San Pedro Claver o simplemente Catedral de Bangassou (en francés: cathédrale Saint Pierre Claver de Bangassou) es el nombre que recibe un edificio religioso que pertenece a la Iglesia católica y se encuentra ubicado en la localidad de Bangassou parte de la prefectura de Mbomou al sur de la República Centroafricana.
El templo se rige por el rito romano o latino y funciona como la sede de la diócesis de Bangassou (Dioecesis Bangassuensis) que fue creada en 1964 por el papa Pablo VI con la bula "Quod sacri Evangelii".
Esta bajo la responsabilidad pastoral del obispo Juan-José Aguirre Muñoz. Fue dedicada en honor de Pedro Claver (también escrito Pere Claver), un misionero y sacerdote jesuita español que es conocido por su promoción de los derechos de los esclavos en las colonias españolas en América y que fue canonizado en 1888.